# داني سيموندز
داني سيموندز (بالإنجليزية: Danny Simmonds)‏ هو لاعب كرة قدم ومدرب كرة قدم بريطاني في مركز الوسط، ولد في 17 ديسمبر 1974 في إيستبورن في المملكة المتحدة. لعب مع إيستبورن بوروه وبرايتون أند هوف ألبيون.